# South Australian Football Association 1878
South Australian Football Association 1878 var anden sæson i australsk fodbold-ligaen South Australian Football Association. Ligaen havde deltagelse af syv hold, som sluttede i følgende rækkefølge:
1. Norwood Football Club
2. South Adelaide Football Club
3. Port Adelaide Football Club
4. Victorian Football Club
5. Adelaide Football Club
6. South Park Football Club
7. Kensington Football Club

Norwood vandt dermed for første gang ligaen, og det skulle vise sig at blive den første af seks titler i træk.